# Ruch Socjalny – Trójkolorowy Płomień
Ruch Socjalny – Trójkolorowy Płomień (wł. Movimento Sociale Fiamma Tricolore, MS-FT) – włoska partia polityczna o profilu nacjonalistycznym i socjalno-konserwatywnym.

## Historia
Ruch został założony przez część działaczy postfaszystowskiego Włoskiego Ruchu Socjalnego (MSI). Grupa ta zakwestionowała dokonujące się pod koniec pierwszej połowy lat 90. w macierzystym ugrupowaniu zmiany, polegające m.in. na powołaniu umiarkowanej konserwatywnej partii pod nazwą Sojusz Narodowy. Założycielem MS-FT, reprezentującej skrajnie prawicowy nurt wewnątrz MSI, był Pino Rauti. Partia nie przekraczała progu wyborczego w wyborach krajowych, startowała samodzielnie lub w koalicjach, m.in. w 2006 była jednym z podmiotów współtworzących koalicję Dom Wolności, a w 2008 wystawiła jedną listę razem z ugrupowaniem Prawica (uzyskując 2,4% głosów).
MS-FT dwukrotnie był reprezentowany w PE, w 1999 mandat uzyskał Roberto Felice Bigliardo, w VI kadencji europosłem z ramienia partii był Luca Romagnoli.